# Propomacrus cypriacus
Propomacrus cypriacus är en skalbaggsart som beskrevs av Alexis och Makris 2002. Propomacrus cypriacus ingår i släktet Propomacrus och familjen Euchiridae. IUCN kategoriserar arten globalt som akut hotad. Inga underarter finns listade i Catalogue of Life.